# ۱۳۸۶ (خورشیدی)
سال ۱۳۸۶ خورشیدی، هزار و سیصد و هشتاد و ششمین سالِ گاه‌شماری هجری خورشیدی است.
سرآغاز آن چهارشنبه ۱ فروردین ۱۳۸۶ (برابر با ۲۱ مارس ۲۰۰۷ میلادی و ۱ ربیع‌الاول ۱۴۲۸ قمری قراردادی) و لحظهٔ تحویل آن، ساعت ۰۳:۳۷:۲۶ روز چهارشنبه ۱ فروردین ۱۳۸۶ خورشیدی به وقت ایران بوده است. این سال عادی و روز چهارشنبه ۲۹ اسفند پایان آن بود.

## نام‌گذاری‌ها
- این سال در گاه‌شماری جانوری سال خوک است.
- این سال در ایران توسط سید علی خامنه‌ای رهبر جمهوری اسلامی ایران به‌عنوان سال «اتحاد ملی و انسجام اسلامی» نام‌گذاری شد.

## رویدادها
- مرداد - افتتاح رسمی خبرگزاری ابنا به دست محمود احمدی‌نژاد رئیس‌جمهور وقت ایران.
- ۱۳ مرداد - پرتاب کاوشگر فینیکس به سوی مریخ.
- ۲۹ آذر - تشکیل شهرستان شوط در استان آذربایجان غربی.

## درگذشتگان

### فروردین

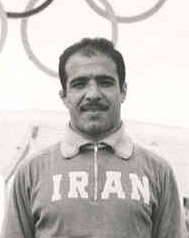
محمدعلی خجسته‌پور
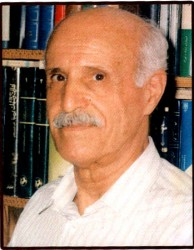
یدالله بهزاد

- ۵ فروردین - یدالله بهزاد، شاعر بزرگ کرمانشاهی (زادهٔ ۱۳۰۴)
- ۷ فروردین - محمدعلی خجسته‌پور، کشتی‌گیر آزادکار (زادهٔ ۱۳۱۰)
- ۱۳ فروردین - محمدعلی معصومان، بازیگر و مدیرتولید سینما (زادهٔ ۱۳۲۱)
- ۲۷ فروردین - همایون سراجی، مهندس برق و پژوهشگر ارشد آزمایشگاه پیشرانه جت ناسا (زادهٔ ۱۳۲۶)
- ۳۱ فروردین - سید امین مهاجرانی، آهنگساز مجموعهٔ ابراهیم خلیل‌الله و نیز پدرخوانده (زادهٔ ۱۳۵۹)

### اردیبهشت

هلاکو رامبد

- ؟ اردیبهشت - محمود زریباف، تهیه‌کننده (زادهٔ ۱۳۰۴)
- ۲ اردیبهشت - هلاکو رامبد، سیاستمدار و فرزند آخر سالار اسعد رئیس ایل تالش (زادهٔ ۱۲۹۸)
- ۲ اردیبهشت - فاطمه جهانگرد، شاعر (زادهٔ ۱۳۲۴)
- ۱۵ اردیبهشت - ابراهیم نادری، بازیگر (زادهٔ ۱۳۱۵)
- ۱۶ اردیبهشت - خلیل درودچی، عضو گروه هنرهای سنتی فرهنگستان هنر و عضو گروه فرش پژوهشکده هنرهای سنتی سازمان میراث فرهنگی و گردشگری (زادهٔ ۱۳۲۹)
- ۲۹ اردیبهشت - فخرالدین حجازی، سیاستمدار (زادهٔ ۱۳۰۸)

### خرداد

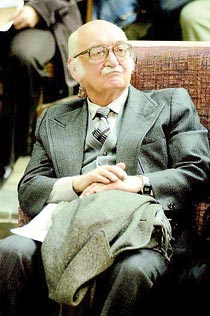
پرویز ورجاوند

- ؟ خرداد - هوشنگ اعلم، کتابدار و پژوهشگر (زادهٔ ۱۳۰۷)
- ۱۶ خرداد - سعید موحدی، نویسنده و مردم‌شناس (زادهٔ ۱۳۴۶)
- ۱۹ خرداد - پرویز ورجاوند، باستان‌شناس (زادهٔ ۱۳۱۳)
- ۱۹ خرداد - احمد شهاب، فعال سیاسی و نویسنده (زادهٔ ۱۲۹۸)
- ۲۶ خرداد - محمد فاضل لنکرانی، از مراجع بزرگ تقلید در قم (زادهٔ ۱۳۱۰)
- ۲۶ خرداد - سید حسن طباطبایی قمی، از مراجع تقلید شیعه (زادهٔ ۱۲۹۰)

### تیر

کارو دردریان
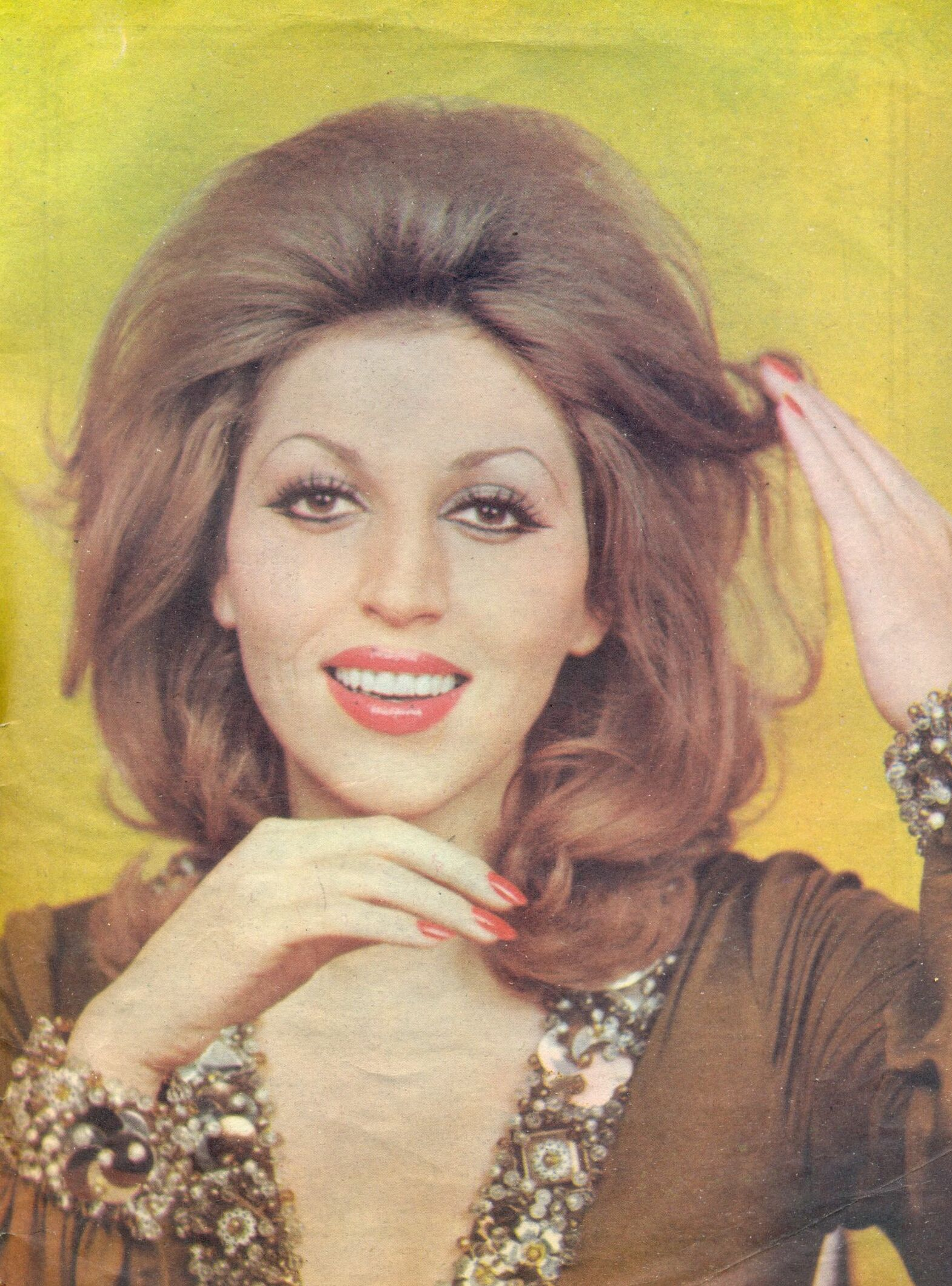
مهستی
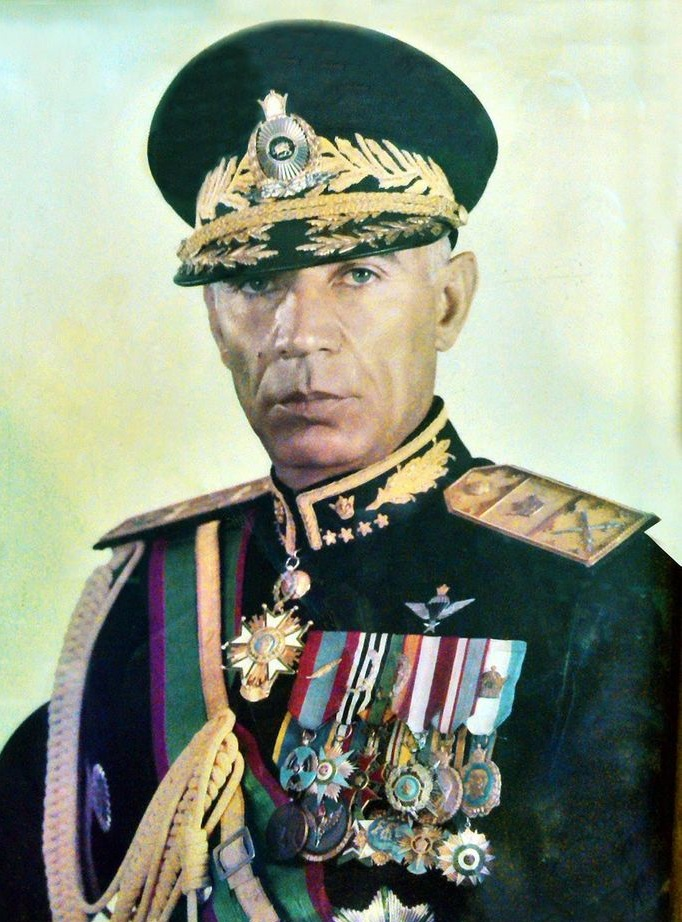
فتح‌الله مین‌باشیان

- ؟ تیر - ناصر ملک‌نیا، استاد بیوشیمی (زادهٔ ۱۳۱۰)
- ؟ تیر - محمد مکری، نویسنده، شاعر و دیپلمات (زادهٔ ۱۳۰۵)
- ۲ تیر - خسرو اقبال، روزنامه‌نگار (زادهٔ ۱۳۲۰)
- ۴ تیر - مهستی، خوانندهٔ ایرانی (زادهٔ ۱۳۲۵)
- ۱۶ تیر - فتح‌الله مین‌باشیان، بازیکن فوتبال و از فرماندگان نیروی زمینی شاهنشاهی ایران (زادهٔ ۱۲۹۴)
- ۲۲ تیر - فاخره صبا، خواننده اپرا، نویسنده و فرهنگ‌نویس (زادهٔ ۱۲۹۹)
- ۲۷ تیر - کارو دردریان، شاعر و نویسنده ارمنی‌تبار (زادهٔ ۱۳۰۶)

### مرداد

عبدالکریم حق‌شناس
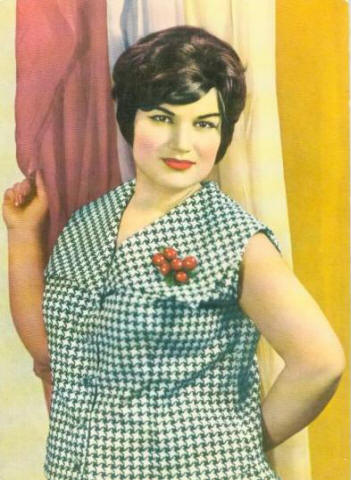
الهه
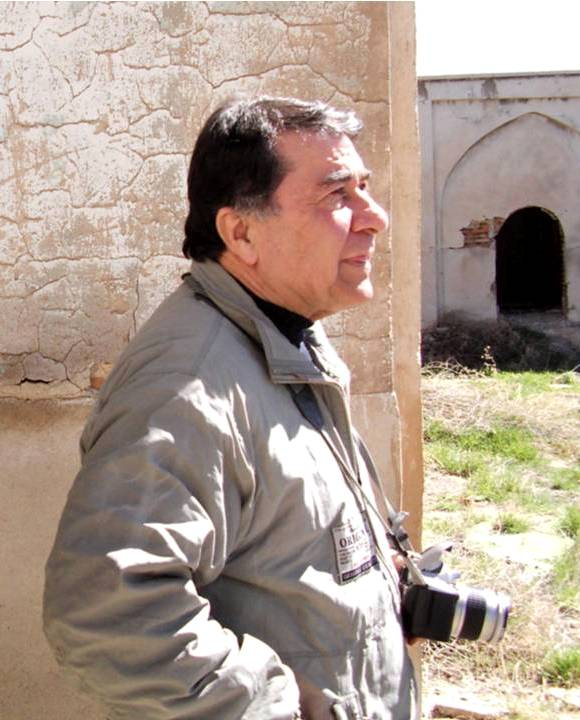
باقر آیت‌الله‌زاده شیرازی

- ۲ مرداد - عبدالکریم حق‌شناس، فقیه، معلم اخلاق و عارف (زادهٔ ۱۲۹۸)
- ۸ مرداد - علی مشکینی، رئیس مجلس خبرگان رهبری و امام جمعه دائم قم (زادهٔ ۱۳۰۰)
- ۱۶ مرداد - رباب تمدن، شاعر (زادهٔ ۱۳۰۷)
- ۲۴ مرداد - الهه، خوانندهٔ ایرانی (زادهٔ ۱۳۱۳)
- ۲۵ مرداد - بهاءالدین ادب، نماینده دور پنجم و ششم مجلس شورای اسلامی و نایب‌رئیس فدراسیون بسکتبال (زادهٔ ۱۳۲۴)
- ۲۸ مرداد - باقر آیت‌الله‌زاده شیرازی، معمار، مرمتگر و چهره ماندگار عرصه معماری (زادهٔ ۱۳۱۵)
- ۲۹ مرداد - محمدحسین بهجتی اردکانی، شاعر و امام جمعه شهر اردکان (زادهٔ ۱۳۱۳)

### شهریور

مارکو گریگوریان
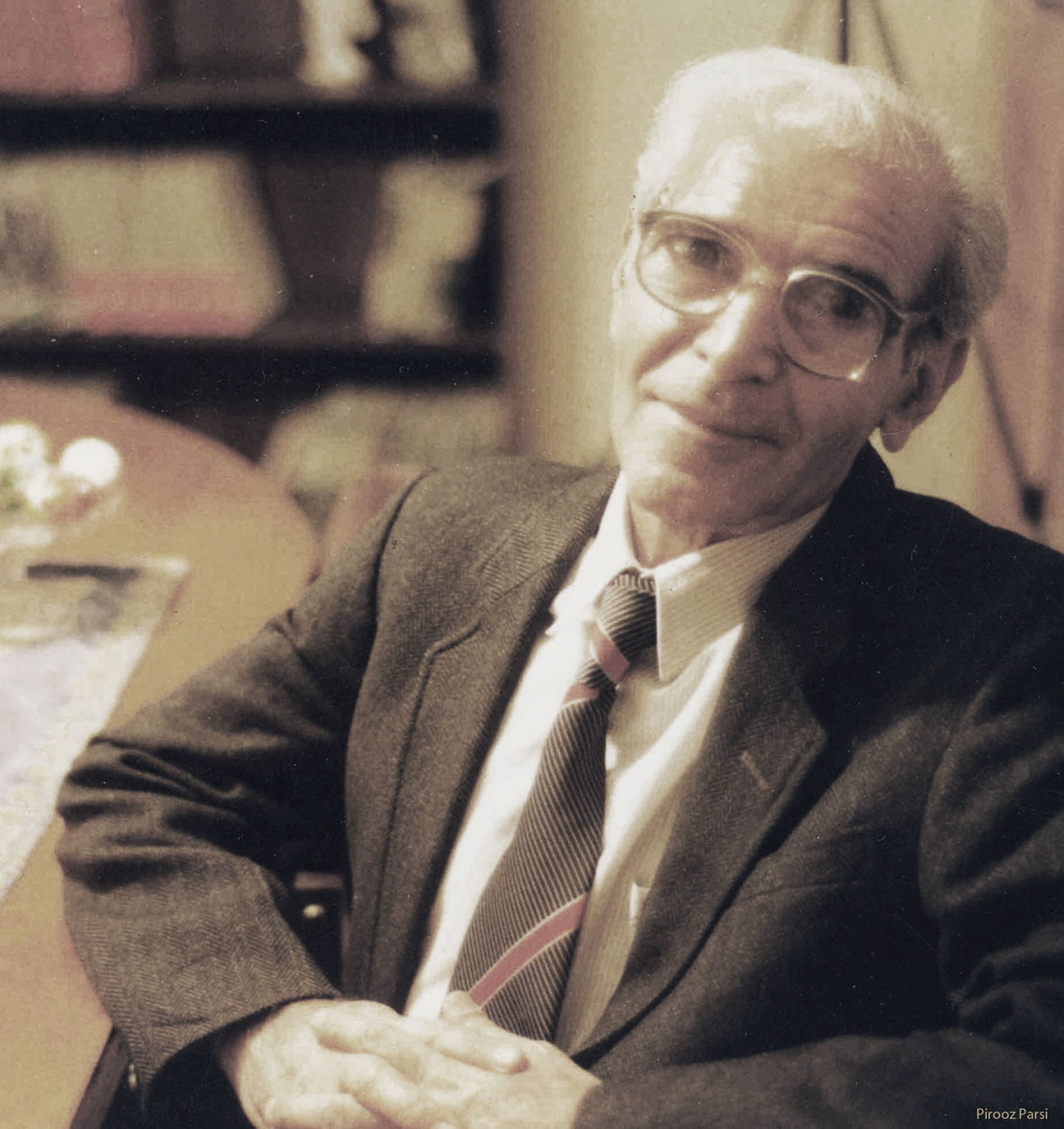
احمد حیدربیگی

- ؟ شهریور - ابراهیم مدرسی، نویسنده و تاریخ‌نگار (زادهٔ ۱۲۹۷)
- ۵ شهریور - مارکو گریگوریان، نقاش و بازیگر ارمنی‌تبار (زادهٔ ۱۳۰۴)
- ۸ شهریور - محمود بهزاد، مترجم، داروساز، زیست‌شناس و دانشمند (زادهٔ ۱۲۹۲)
- ۱۹ شهریور - احمد حیدربیگی، شاعر و نویسنده (زادهٔ ۱۳۱۸)
- ۲۵ شهریور - سید مرتضی عسکری، پژوهشگر تاریخ اسلام و حدیث‌شناس (زادهٔ ۱۲۹۳)
- ۳۱ شهریور - پریدخت اقبال‌پور، بازیگر (زادهٔ ۱۳۲۰)

### مهر

حمید قنبری

- ۲ مهر - جلیل بزرگ‌مهر، نظامی و وکیل محمد مصدق (زادهٔ ۱۲۹۱)
- ۳ مهر - حسین ابراهیمی الوند، مترجم (زادهٔ ۱۳۳۰)
- ۶ مهر - حمید شیرزادگان، بازیکن فوتبال و عضو تیم ملی فوتبال ایران (زادهٔ ۱۳۱۹)
- ۹ مهر - حمید قنبری، صداپیشه، پرده‌خوان و یکی از نخستین خوانندگان پاپ (زادهٔ ۱۳۰۳)
- ۱۷ مهر - حمید دلشکیب، بازیگر (زادهٔ ۱۳۰۵)
- ۱۹ مهر - محمدحسن فرحبخشیان، شاعر (زادهٔ ۱۳۲۰)
- ۲۲ مهر - زهرا بنی‌یعقوب، پزشک (کشته‌شده در بازداشت) (زادهٔ ۱۳۵۹)

### آبان

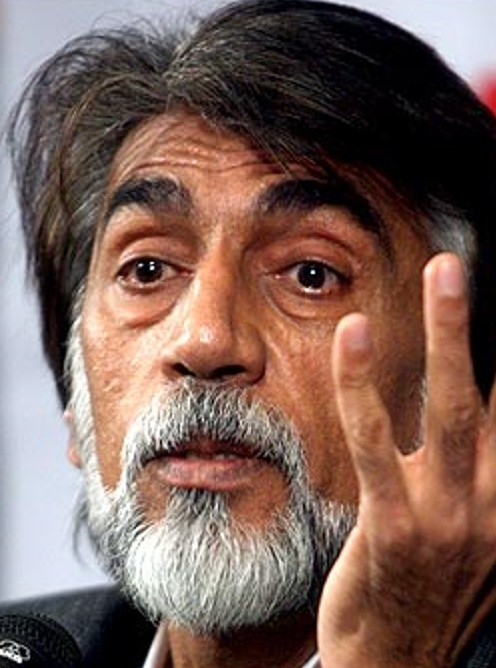
قیصر امین‌پور

- ۸ آبان - قیصر امین‌پور، شاعر (زادهٔ ۱۳۳۸)
- ۱۵ آبان - مقبل هنرپژوه، کوه‌نورد (زادهٔ ۱۳۶۲)
- ۱۷ آبان - محمد مهروان، طراح تمبر (زادهٔ ۱۳۰۵)
- ۲۱ آبان - پریوش ستوده، خواننده (زادهٔ ۱۳۱۶)

### آذر

محمد باهری

- ۸ آذر - ژاله اصفهانی، شاعر (زادهٔ ۱۳۰۰)
- ۱۳ آذر - محمد باهری، وزیر دادگستری در دولت اسدالله علم (زادهٔ ۱۲۹۷)
- ۱۷ آذر - گرشا رئوفی، بازیگر (زادهٔ ۱۳۱۲)
- ۲۴ آذر - امین کیوان، پدر علم شیلات (زادهٔ ۱۳۰۷)

### دی

احمد عاشورپور
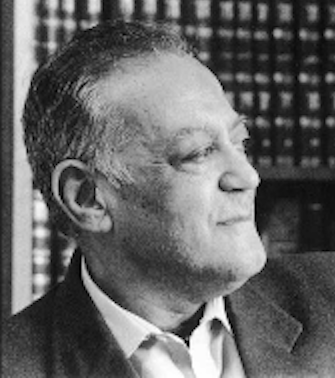
سید جعفر شهیدی
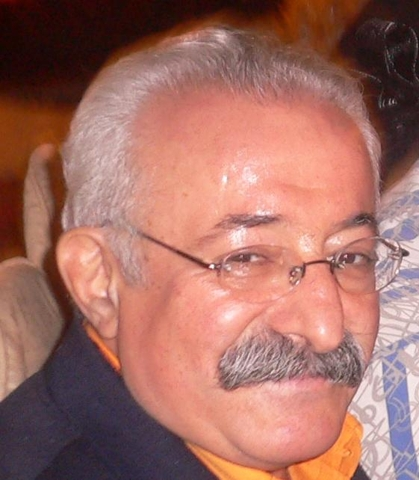
حمید عاملی
اکبر رادی

- ۳ دی - محمدحسین سلیمی نمین، پدر دانش حل مسئله، بنیان‌گذار نوآوری نظام‌یافته (TRIZ) در ایران (زادهٔ ۱۳۲۳)
- ۵ دی - اکبر رادی، نمایش‌نامه‌نویس (زادهٔ ۱۳۱۸)
- ۶ دی - علی‌محمد کاردان، روان‌شناس (زادهٔ ۱۳۰۶)
- ۷ دی - آیدین نیکخواه بهرامی، عضو تیم ملی بسکتبال ایران (زادهٔ ۱۳۶۰)
- ۱۱ دی - رسول احدی، بازیگر و عکاس (زادهٔ ۱۳۳۹)
- ۱۲ دی - شهپر، خواننده و بازیگر سینمای ایران در دهه ۱۳۴۰ خورشیدی[۱] (زادهٔ ۱۳۱۸)
- ۱۶ دی - حمید عاملی، گوینده رادیو و قصه‌گو (زادهٔ ۱۳۲۰)
- ۲۲ دی - احمد عاشورپور، خواننده گیلکی (زادهٔ ۱۲۹۶)
- ۲۳ دی - سید جعفر شهیدی، مورخ و استاد زبان و ادبیات فارسی[۲] (زادهٔ ۱۲۹۷)
- ۲۵ دی - اردشیر حسین‌پور، فیزیک‌دان دانشمند و مخترع (زادهٔ ۱۳۴۱)
- ۲۵ دی - فخر ایران عنقا، مینیاتوریست (زادهٔ ۱۲۹۶)
- ۳۰ دی - قربان سلیمانی، موسیقی‌دان (زادهٔ ۱۲۹۹)

### بهمن

نیکول فریدنی
امنون نتصر

- ۹ بهمن - محمد خشنودی، استاد دانشگاه و عضو هیئت علمی دانشگاه سیستان و بلوچستان (زادهٔ ۱۳۲۷)
- ۱۳ بهمن - احمد بورقانی، روزنامه‌نگار و سیاستمدار (زادهٔ ۱۳۳۸)
- ۱۵ بهمن - حسین واثقی، آهنگساز (زادهٔ ۱۳۱۴)
- ۱۷ بهمن - نیکول فریدنی، عکاس و طبیعت‌نگار[۳] (زادهٔ ۱۳۱۴)
- ۲۰ بهمن - ژازه تباتبایی، نقاش، شاعر و مجسمه‌ساز[۴] (زادهٔ ۱۳۰۹)
- ۲۶ بهمن - امنون نتصر، شاعر، زبانشناس و تاریخ‌نگار یهودی (زادهٔ ۱۳۱۳)
- ۲۸ بهمن، محمدرضا توسلی محلاتی، رئیس دفتر سید روح‌الله خمینی (زادهٔ ۱۳۰۹)

### اسفند

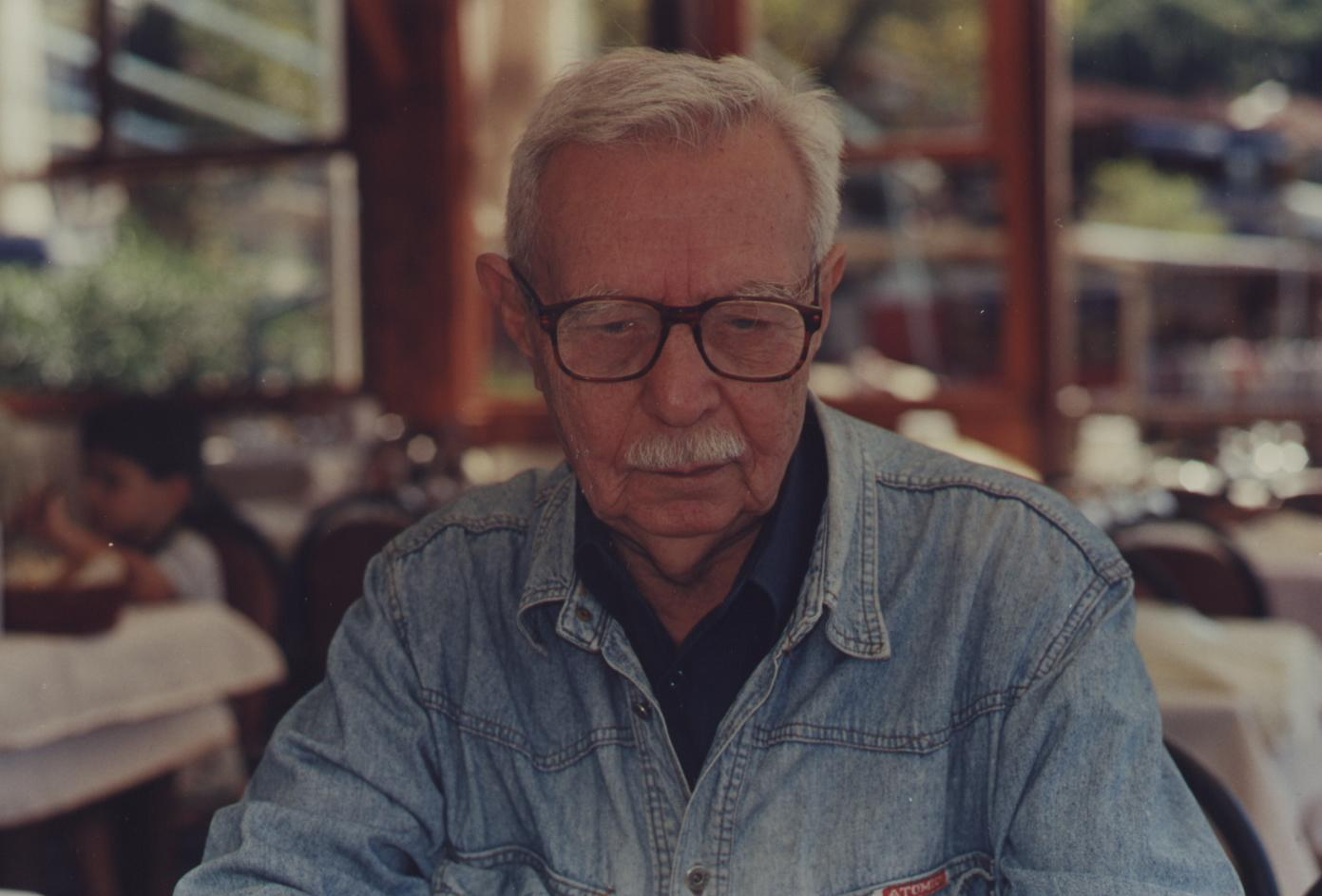
ثمین باغچه‌بان

- ؟ اسفند - نورالله محمودی چلیچه‌ای، شاعر (زادهٔ ۱۳۳۱)
- ۸ اسفند - بهزاد بهزادی، محقق، مترجم و نویسنده (زادهٔ ۱۳۰۶)
- ۲۱ اسفند - نادر خلیلی، معمار (زادهٔ ۱۳۱۴)
- ۲۲ اسفند - مریم فیروز، شاهزاده قاجار، فعال حقوق زنان، از اعضای حزب توده ایران، مؤسس سازمان زنان حزب توده و دختر عبدالحسین میرزا فرمانفرما (زادهٔ ۱۲۹۲)
- ۲۹ اسفند - ثمین باغچه‌بان، آهنگساز، مؤلف موسیقی و مترجم (زادهٔ ۱۳۰۴)